# Stadio Mundial '82
Lo stadio Mundial '82 è un impianto sportivo di Carpenedolo, in provincia di Brescia, dove disputa le proprie partite casalinghe il Football Club Carpenedolo, squadra calcistica che in passato aveva militato in Lega Pro Seconda Divisione.
Nella stagione 2018-2019 lo stadio è stato utilizzato dal Calvina Sport, neopromossa in Serie D.